# Haliophis diademus
Haliophis diademus är en fiskart som beskrevs av Richard Winterbottom och Randall, 1994. Haliophis diademus ingår i släktet Haliophis och familjen Pseudochromidae. Inga underarter finns listade i Catalogue of Life.